# Refuse-derived fuel

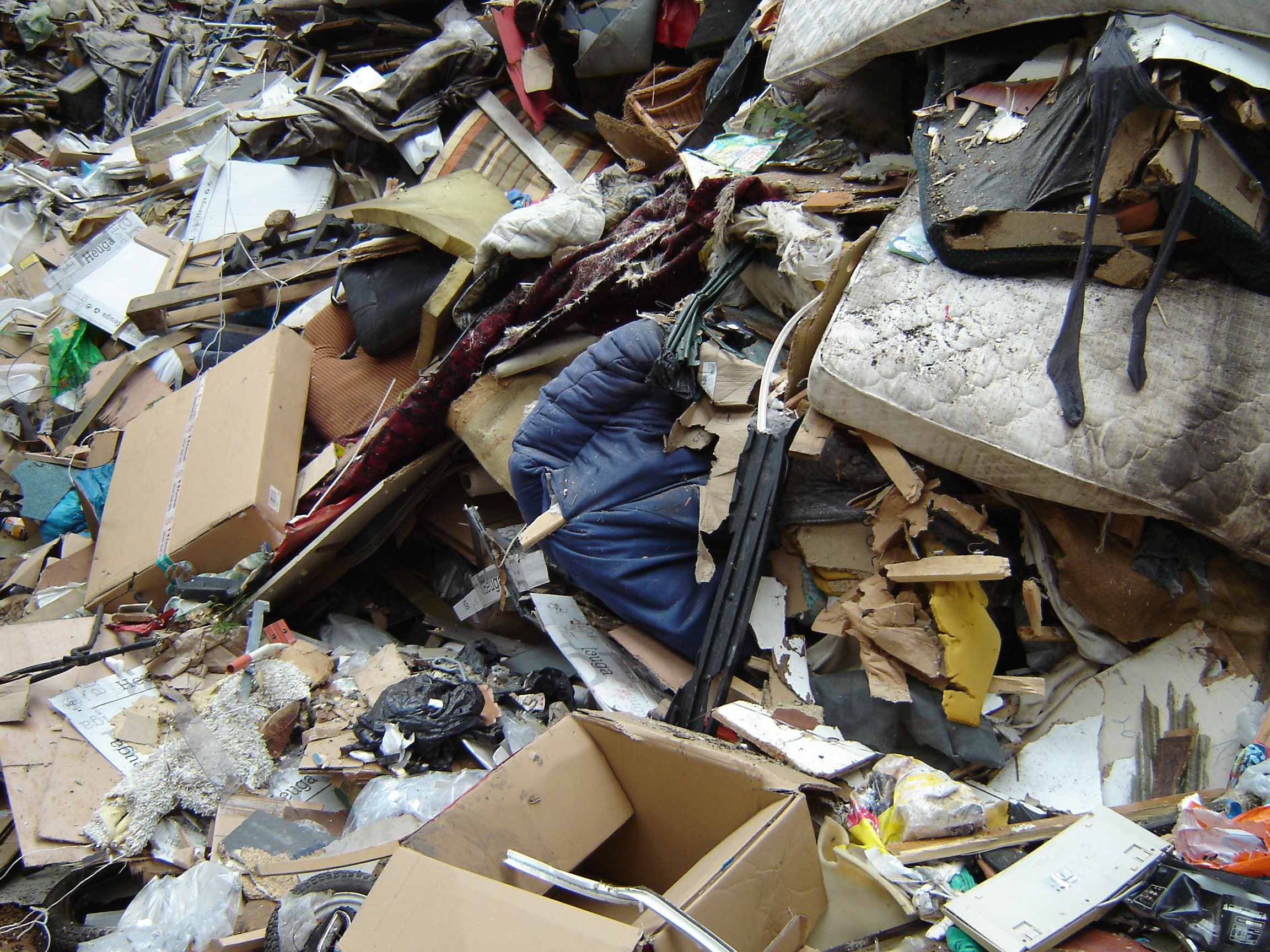
Bedrijfsafval

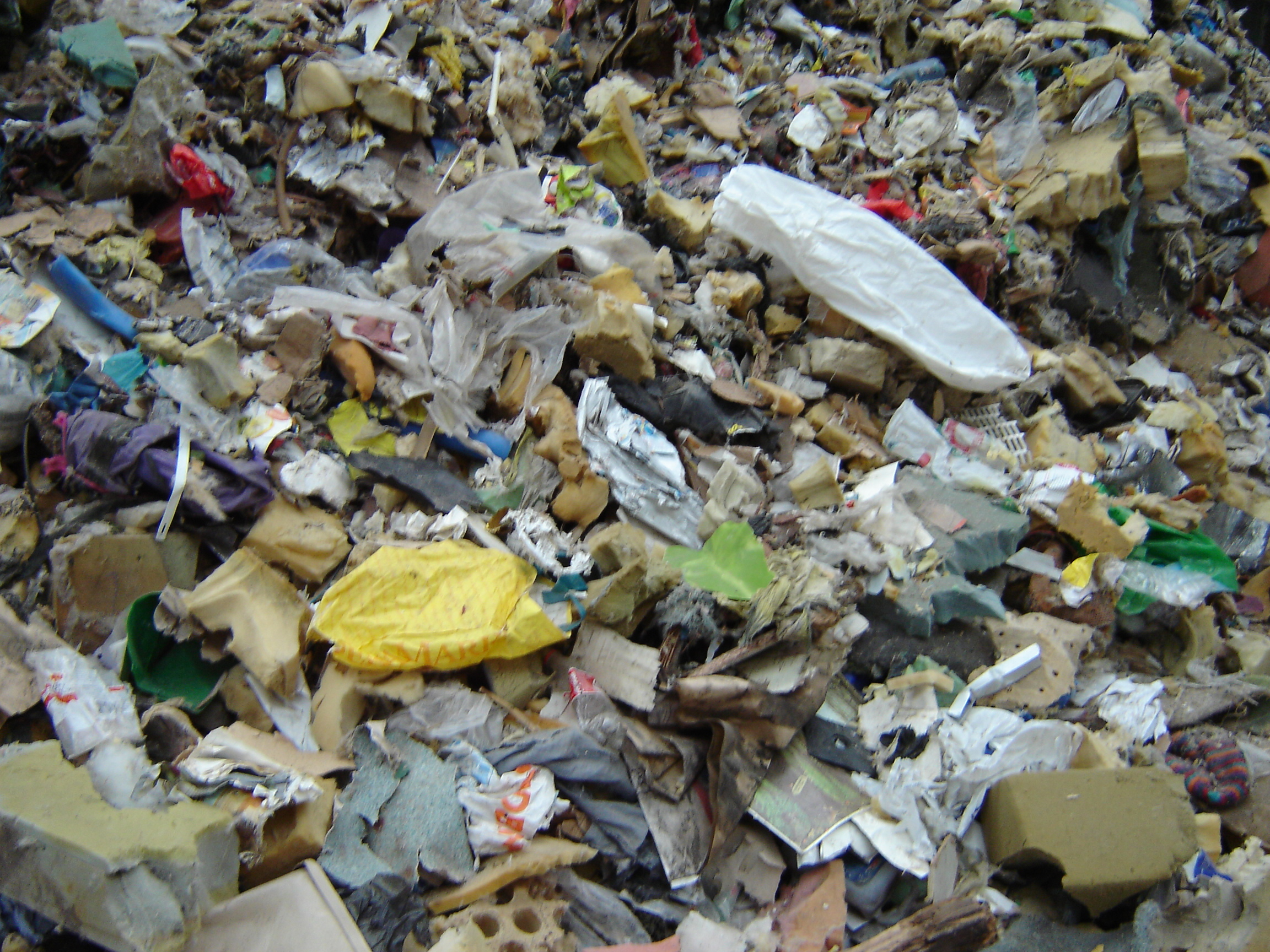
RDF-fluff

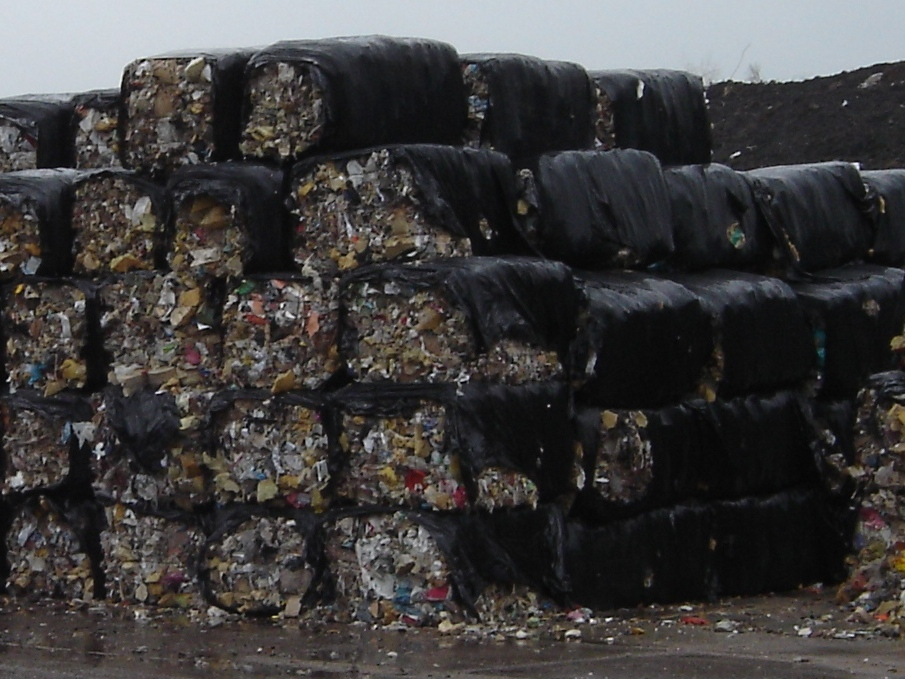
RDF-fluff gebaald

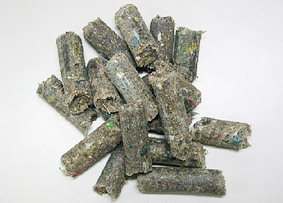
RDF-pellets

Refuse-derived fuel is een brandstof die wordt gewonnen uit afval.
In het verleden werd afval eenvoudigweg gestort. Groeiend bewustzijn van de negatieve milieueffecten van deze methode hebben geleid tot alternatieve methoden voor afvalverwerking.
Veel bestanddelen in afval (huishoudelijk, grijs en bedrijfsafval) hebben een hoge calorische waarde, waardoor ze zeer geschikt zijn als brandstof. Brandstof uit afval (refuse-derived fuel, RDF) kan worden ingezet als (vervangende) brandstof voor energiecentrales en diverse industriële processen. Het milieuvoordeel van RDF is tweeledig. Ten eerste levert het een vermindering van de hoeveelheid gestort afval op, ten tweede wordt het gebruik van fossiele brandstof gereduceerd.
Naast brandbare bestanddelen (papier-, karton-, plastic-, rubber-, en houtresten) bevat afval ook niet-brandbare bestanddelen (zand, steen, keramiek, ferro-, en non-ferrometalen), zogenaamd inert materiaal, en nat-organisch materiaal (voedselresten, tuinafval). Nat-organisch en inert materiaal zijn niet geschikt om als RDF in te zetten.

## RDF-fluff
Hoogcalorische bestanddelen die uit afval worden gesorteerd en vervolgens gedroogd zijn, worden 'fluff' genoemd. Fluff is een droog, brandbaar en zeer luchtig materiaal (50-80 kg/m³). Om fluff effectief te vervoeren of opslaan, kan het tot balen worden geperst. In bepaalde energiecentrales kan RDF-fluff als vervangende brandstof worden ingezet.

## RDF-pellets
Door middel van pelletiseren kan fluff compact gemaakt worden tot RDF-brandstofpellets. Brandstofpellets zijn verdicht, stevig en hebben een constante grootte, waardoor het economisch haalbaar wordt het RDF-materiaal over grotere afstanden te transporteren. Bij verbranding blijven RDF-pellets lang intact, waardoor ze geschikt zijn voor fluidised bed-vergassing en als cobrandstof in bepaalde energiecentrales.